# Gustave Lussi
Gustave François Lussi (* 1898 in Stans; † 23. Juni 1993) war ein Schweizer Eiskunstlauftrainer.

## Leben
Lussi wurde in Stans geboren. Er selbst war kein leistungssportlicher Eiskunstläufer, sondern Skispringer. Als er beim Skispringen einmal stürzte, gab er diesen Sport jedoch auf und widmete sich dem Eiskunstlaufen. Seine persönlichen Erfahrungen im Eiskunstlaufen beschränkten sich auf freizeitliches Schlittschuhlaufen auf dem zugefrorenen Vierwaldstättersee in seiner Kindheit. Aufgrund von Geldmangel hatte er keine Möglichkeit, Eiskunstlaufen als Leistungssport zu betreiben, allerdings schaffte er es das Eiskunstlaufen von einem Leistungssportler zu lernen, um als Austausch dafür später dessen Trainerassistent werden zu können. Er schwor sich, dass wenn er nicht selbst Weltmeister werden könnte, er einen anderen durch sein Training zum Weltmeister machen würde.
Im Alter von 20 Jahren emigrierte er gleich nach dem Ersten Weltkrieg in die Vereinigten Staaten und ließ sich in Philadelphia nieder. Sein erster Schüler wurde Egbert S. Carey Jr., dem er 1924 zum US-amerikanischen Meistertitel der Junioren verhalf. Ab 1932 trainierte er an der olympischen Eisbahn in Lake Placid, eine der wenigen Eisbahnen zu dieser Zeit, die auch im Sommer über Eis verfügte.
Zu Lussis Schülern zählten zahlreiche Meister, wie Richard Button, Donald Jackson, Ronald Robertson, Barbara Ann Scott, Hayes Alan Jenkins, David Jenkins, Dorothy Hamill, John Misha Petkevich und John Curry.
Gustave Lussi starb am 23. Juni 1993 im Alter von 95 Jahren.
Lussis Läufer waren bekannt für ihre grossartige Drehtechnik. Er entwickelte auch neue Sprungtechniken, die heute zum Standard gehören. Sein Schüler Richard Button war der erste, der einen Dreifach-Sprung stand und seine Schüler waren Pioniere der eingesprungenen Pirouetten.
Viele von Lussis Schülern wurden selbst erfolgreiche Trainer, die Lussis Techniken an jüngere Generationen von Eiskunstläufern weitergaben. Zu ihnen gehören etwa Mary Scotvold, Robin Wagner, Evelyn Kramer und Priscilla Hill. Wagner brachte Sarah Hughes zum Olympiatitel 2002 und Sasha Cohen zu ihrer ersten Weltmeisterschaftsmedaille. Priscilla Hill verhalf Johnny Weir zu drei nationalen Meisterschaften. Evelyn Cramer, bekannt als „spin doctor“, half zahlreichen Läufern, wie Robin Cousins und Michelle Kwan, ihre Drehtechniken zu verbessern.
Gustave Lussi wurde 1976 in die World Figure Skating Hall of Fame aufgenommen.